# Vetenskär
Vetenskär (fi. Tahkoluoto) är den 74 stadsdelen i Björneborg. Stadsdelen ligger i stadens västra del. Enligt statistikuppgifter bodde där 19 personer år 2005. Invånarantalet krymper, vilket beror på områdets funktion som hamn- och industriområde.
En av Björneborgs hamnar finns i Vetenskär, djuphamnen som mest är känd under det finska namnet Tahkoluoto. Den är 15,3 meter djup, och varje år transporteras ungefär 1,5 miljoner ton genom hamnen. I Vetenskär finns också Kraftverket i Havs Björneborg och Vetenskärs kolkraftverk det förstnämnda är Fortums och Teollisuuden Voimas och det senare Pohjolan Voimas kraftverk. Kraftverket i Vetenskär moderniserades senast år 2005.